# Oncometopia tucumana
Oncometopia tucumana är en insektsart som beskrevs av Schröder 1959. Oncometopia tucumana ingår i släktet Oncometopia och familjen dvärgstritar. Inga underarter finns listade i Catalogue of Life.